# Иркут МС-21
Иркут МС-21 (рус. МС‑21 Магистральный Самолёт 21 века) је фамилија путничких авиона коју заједнички развијају корпорација Иркут, дизајнерски биро Јаковљев и Уједињена авио-производна корпорација. Дизајн је базиран на концепту Јак-242 као двомоторне варијанте модела Јак-42.
Иркут МС-21 би требало да замени моделе Тупољев Ту-154 и Тупољев Ту-204 који су тренутно у употреби, његова сертификација и испорука је првобитно планирана за 2016. годину али је касније померена за 2017.

## Варијанте
Основни модел МС-21-200 је намењен за транспорт 150 путника у економској класи и пратиће га модели -300 за 180 путника и -400 за 212 путника са основним и продуженим долетом, као и модел МС-21-200ЛР са веома великим долетом.
МС-21-100
Најмањи модел капацитета до 132 путника.
МС-21-200
Основни модел капацитета до 162 путника, сличан моделима Ербас А319, Комак Ц919 и Боинг 737-700. Долет је 3.500km, маса авиона и потисак мотора није објављен.
МС-21-300
Капацитет до 198 путника, сличан моделима Ербас А320, Комак C919 и Боинг 737-800. Долет је 3.500km, маса авиона и потисак мотора није објављен.
МС-21-400
Предложена продужена верзија капацитета до 230 путника, слична моделима Ербас А321, Боинг 737-900ЕР, Боинг 757 и Тупољев Ту-204. Долет је 3.500km, маса авиона и потисак мотора није објављен.
МС-21-200ЕР
Долет је повећан на 5.000km.
МС-21-300ЕР
Долет је повећан на 5.000km.
МС-21-400ЕР
Предложена верзија. Долет је повећан на 5.000km.
МС-21-200ЛР
Предложена верзија са веома великим долетом, до 6.500km, друге карактеристике нису објављене.

## Карактеристике
|                             | МС-21-200ЕР                                     | MС-21-300EР                                     | MС-21-400EР                                     |
| --------------------------- | ----------------------------------------------- | ----------------------------------------------- | ----------------------------------------------- |
| Чланова посаде              | Два                                             | Два                                             | Два                                             |
| Капацитет седишта           | 150 (1-класа, типичан) 162 (1-класа, густ)      | 181 (1-класа, типичан) 198 (1-класа, густ)      | 212 (1-класа, типичан) 230 (1-класа, густ)      |
| Простор за ноге             | 82 cm (1-класа, типичан), 76 cm (1-класа, густ) | 82 cm (1-класа, типичан), 76 cm (1-класа, густ) | 82 cm (1-класа, типичан), 76 cm (1-класа, густ) |
| Дужина                      | 35,9 m                                          | 41,5 m                                          | 46,7 m                                          |
| Распон крила                | 35,9 m                                          | 35,9 m                                          | 36,8 m                                          |
| Висина                      | 11,5 m                                          | 11,5 m                                          | 12,7 m                                          |
| Максимална полетна маса     | 67.600 kg                                       | 76.180 kg                                       | 87.230 kg                                       |
| Запремина теретног простора | 37,4 m3                                         | 53,3 m3                                         | 70,1 m3                                         |
| Долет                       | 5.000 km                                        | 5.000 km                                        | 5.500 km                                        |
| Мотори (x 2)                | Aviadvigatel PD-14A Pratt & Whitney PW1400G     | Aviadvigatel PD-14 Pratt & Whitney PW1400G      | Aviadvigatel PD-14M Pratt & Whitney PW1400G     |
| Потисак (x 2)               | 122,6 kN                                        | 137,3 kN                                        | 153 kN                                          |